# The Hustler
The Hustler (bra: Desafio à Corrupção; prt: A Vida É um Jogo) é um filme estadunidense de 1961, do gênero drama romântico, dirigido por Robert Rossen, com roteiro dele e de Sidney Carroll baseado em romance The Hustler, de Walter Tevis e estrelado por Paul Newman.
Em 1986, Newman voltaria ao papel de Eddie Felson no filme The Color of Money, de Martin Scorsese, com roteiro escrito em continuidade a The Hustler.

## Prêmios e indicações
| Prêmio             | Categoria                               | Recipiente                    | Resultado |
| ------------------ | --------------------------------------- | ----------------------------- | --------- |
| Oscar 1962         | Melhor direção de arte - preto e branco | Harry Horner                  | Venceu    |
| Oscar 1962         | Melhor fotografia - preto e branco      | Eugen Schüfftan               | Venceu    |
| Oscar 1962         | Melhor filme                            | Robert Rossen                 | Indicado  |
| Oscar 1962         | Melhor direção                          | Robert Rossen                 | Indicado  |
| Oscar 1962         | Melhor ator                             | Paul Newman                   | Indicado  |
| Oscar 1962         | Melhor atriz                            | Piper Laurie                  | Indicado  |
| Oscar 1962         | Melhor ator coadjuvante                 | Jackie Gleason                | Indicado  |
| Oscar 1962         | Melhor ator coadjuvante                 | George C. Scott               | Indicado  |
| Oscar 1962         | Melhor roteiro adaptado                 | Robert Rossen, Sidney Carroll | Indicado  |
| Globo de Ouro 1962 | Melhor ator - drama                     | Paul Newman                   | Indicado  |
| Globo de Ouro 1962 | Melhor ator coadjuvante                 | George C. Scott               | Indicado  |
| Globo de Ouro 1962 | Melhor ator coadjuvante                 | Jackie Gleason                | Indicado  |
| Globo de Ouro 1962 | Revelação masculina                     | George C. Scott               | Indicado  |
| BAFTA 1962         | Melhor ator estrangeiro                 | Paul Newman                   | Venceu    |
| BAFTA 1962         | Melhor filme                            | Robert Rossen                 | Venceu    |
| BAFTA 1962         | Melhor atriz estrangeira                | Piper Laurie                  | Indicado  |

## Elenco
- Paul Newman .... Eddie Felson
- Jackie Gleason .... Minnesota Fats
- Piper Laurie .... Sarah Packard
- George C. Scott .... Bert Gordon
- Myron McCormick .... Charlie Burns
- Murray Hamilton .... Findley
- Michael Constantine .... Big John
- Jake LaMotta .... Garçom

## Sinopse
Eddie Felson é um talentoso jogador de sinuca, mas de personalidade autodestrutiva. Desafia o grande jogador Minnesota Fats em aposta de alta soma de dinheiro mas é derrotado após horas seguidas de jogo. Sem dinheiro e sem agente, procura reencontrar a confiança em si e em seu jogo. Envolve-se com Sarah e na tentativa de desafiar Minnesota Fats novamente, junta-se ao agente sem escrúpulos Bert Gordon.